# 二崙龍結庄福德宮玄霛觀道院
二崙龍結庄福德宮玄霛觀道院位於臺灣雲林縣二崙鄉，坐落在復興村龍結庄，主祀天上聖母、陪祀池府千歲、城隍爺、濟公禪師 ，佛祖殿觀音佛祖、藥師佛、地藏王菩薩，凌霄寶殿玉皇大帝、南斗星君、北斗星君、天官大帝、地官大帝、水官大帝，為龍結庄庄內廟宇。

## 歷史沿革
早期因為庄中沒有祀奉神尊，秋收之後為酬謝神明，必須向鄰庄(下田寮)，借請神明到庄內並感謝神明保佑平安。
經過多年後諸多不便，於是庄中幾位長輩(王添丁、李粗淵、李阿彰、施春添等人)閒暇之餘討論庄內雕刻神明之事，經過庄民開會達成共識，決定雕刻媽祖金身，並至北港朝天宮請香火分靈媽祖聖駕，於西元1979年，民國68年十月中旬(農曆)，十二月中旬(國曆)，請回庄中奉祀保佑信眾，也因當時庄內沒有公廟，由每年謝平安之值年爐主，請回家奉祀。
於西元2010年，民國99年福德宮興建竣工，同年九月入火安座，福德正神(二皇子)請天上聖母-大媽(龍結媽)入廟鎮守福德宮，受十方信眾恭香參拜。
又於西元2012年，民國101年天上聖母-大媽(龍結媽)領旨指示，以徒步方式前往祖廟北港朝天宮謁祖進香，沿途為信眾消災解厄，庇佑眾生。
本道院係由福德正神(二皇子)及天上聖母-大媽(龍結媽)經過多年籌劃與研議，奏請玉皇大帝於西元2018年，民國107年奉旨啓建福德宮玄霛觀道院。

## 聖蹟事件
於民國109年6月30日凌晨3點起轎出發進行9天8夜謁祖進香，於7月1日傍晚6點多行經台西鄉慈海宮附近的舊虎尾溪橋時，龍結媽指示要撩溪辦事，隨行轎班及工作人員共6人涉入溪中約2米深的溪中，隨後被附近居民駕橡皮艇拉上岸，而轎班及工作人員共6人皆無大礙，事後當天晚上駐駕時，據主任委員蔡南表示，當他掀起布簾時仔細檢查轎內並無任何泥沙進入神轎內十分乾淨，驚覺是媽祖顯神蹟。

## 外部連結
- 二崙龍結莊福德宮玄霛觀道院臉書官方網站

- 雲林龍結媽「撩溪」　直衝2米深水裡…神轎險遭滅頂

 （页面存档备份，存于）